# Харчинська Анна Андріївна
Анна Андріївна Харчинська (25 травня 2001, Київ) — українська волейболістка, виступає на позиції діагональної. Гравець національної збірної..

## Із біографії
Вихованка Київського обласного ліцею-інтернату фізичної культури і спорту. Чемпіонка шкільної спартакіади 2017 року. З 2015 по 2017 рік захищала кольори «Спортліцею» з Білої Церкви. Два сезони грала за запорізьку «Орбіту». З 2020 року виступала за команду «Прометей» з Кам'янського і в першому ж сезоні здобула золоті нагороди чемпіонату України.
У складі національної команди виступала на чемпіонаті Європи 2021 року. Українки подолали груповий бар'єр і увійшли до 16-ти найсильніших збірних континенту. Учасниця турнірів Євроліги 2021 і 2022 років.

## Клуби
| Роки      | Команди                    |
| --------- | -------------------------- |
| 2015—2017 | «Спортліцей» (Біла Церква) |
| 2018—2020 | «Орбіта» (Запоріжжя)       |
| 2020—2022 | «Прометей» (Кам'янське)    |
| 2022—     | «Огайо Бобкетс»            |

## Досягнення
- Чемпіон України (2): 2021, 2022
- Володар кубка України (2): 2021, 2022
- Володар суперкубка України (2): 2020, 2021

## Статистика
У міжнародних клубних турнірах:
| Сезон   | Клуб          | Турнір         | Ігри | Сети | Очки | Ср.  | Примітки |
| ------- | ------------- | -------------- | ---- | ---- | ---- | ---- | -------- |
| 2018-19 | «Орбіта»      | Кубок виклику  | 2    | 8    | 17   | 2,12 |          |
| 2019-20 | «Орбіта»      | Кубок ЄКВ      | 2    | 6    | 18   | 3    |          |
| 2020-21 | СК «Прометей» | Ліга чемпіонів | 2    | 5    | 19   | 3,8  |          |
| 2021-22 | СК «Прометей» | Ліга чемпіонів | 6    | 13   | 3    | 0,23 |          |
| Всього  | Всього        | Всього         | 12   | 32   | 57   | 1,78 |          |

- Ср. — середній показник результативності за один сет.